# 1638
Portal Geschichte | Portal Biografien | Aktuelle Ereignisse | Jahreskalender | Tagesartikel

◄ |
16. Jahrhundert |
17. Jahrhundert
| 18. Jahrhundert | ►

◄ |
1600er |
1610er |
1620er |
1630er
| 1640er | 1650er | 1660er | ►

◄◄ |
◄ |
1634 |
1635 |
1636 |
1637 |
1638
| 1639 | 1640 | 1641 | 1642 | ► | ►►
Staatsoberhäupter  · Nekrolog   · Musikjahr
| Januar | Januar | Januar | Januar | Januar | Januar | Januar | Januar |
| Kw     | Mo     | Di     | Mi     | Do     | Fr     | Sa     | So     |
| ------ | ------ | ------ | ------ | ------ | ------ | ------ | ------ |
| 53     |        |        |        |        | 1      | 2      | 3      |
| 1      | 4      | 5      | 6      | 7      | 8      | 9      | 10     |
| 2      | 11     | 12     | 13     | 14     | 15     | 16     | 17     |
| 3      | 18     | 19     | 20     | 21     | 22     | 23     | 24     |
| 4      | 25     | 26     | 27     | 28     | 29     | 30     | 31     |

| Februar | Februar | Februar | Februar | Februar | Februar | Februar | Februar |
| Kw      | Mo      | Di      | Mi      | Do      | Fr      | Sa      | So      |
| ------- | ------- | ------- | ------- | ------- | ------- | ------- | ------- |
| 5       | 1       | 2       | 3       | 4       | 5       | 6       | 7       |
| 6       | 8       | 9       | 10      | 11      | 12      | 13      | 14      |
| 7       | 15      | 16      | 17      | 18      | 19      | 20      | 21      |
| 8       | 22      | 23      | 24      | 25      | 26      | 27      | 28      |

| März | März | März | März | März | März | März | März |
| Kw   | Mo   | Di   | Mi   | Do   | Fr   | Sa   | So   |
| ---- | ---- | ---- | ---- | ---- | ---- | ---- | ---- |
| 9    | 1    | 2    | 3    | 4    | 5    | 6    | 7    |
| 10   | 8    | 9    | 10   | 11   | 12   | 13   | 14   |
| 11   | 15   | 16   | 17   | 18   | 19   | 20   | 21   |
| 12   | 22   | 23   | 24   | 25   | 26   | 27   | 28   |
| 13   | 29   | 30   | 31   |      |      |      |      |

| April | April | April | April | April | April | April | April |
| Kw    | Mo    | Di    | Mi    | Do    | Fr    | Sa    | So    |
| ----- | ----- | ----- | ----- | ----- | ----- | ----- | ----- |
| 13    |       |       |       | 1     | 2     | 3     | 4     |
| 14    | 5     | 6     | 7     | 8     | 9     | 10    | 11    |
| 15    | 12    | 13    | 14    | 15    | 16    | 17    | 18    |
| 16    | 19    | 20    | 21    | 22    | 23    | 24    | 25    |
| 17    | 26    | 27    | 28    | 29    | 30    |       |       |

| Mai | Mai | Mai | Mai | Mai | Mai | Mai | Mai |
| Kw  | Mo  | Di  | Mi  | Do  | Fr  | Sa  | So  |
| --- | --- | --- | --- | --- | --- | --- | --- |
| 17  |     |     |     |     |     | 1   | 2   |
| 18  | 3   | 4   | 5   | 6   | 7   | 8   | 9   |
| 19  | 10  | 11  | 12  | 13  | 14  | 15  | 16  |
| 20  | 17  | 18  | 19  | 20  | 21  | 22  | 23  |
| 21  | 24  | 25  | 26  | 27  | 28  | 29  | 30  |
| 22  | 31  |     |     |     |     |     |     |

| Juni | Juni | Juni | Juni | Juni | Juni | Juni | Juni |
| Kw   | Mo   | Di   | Mi   | Do   | Fr   | Sa   | So   |
| ---- | ---- | ---- | ---- | ---- | ---- | ---- | ---- |
| 22   |      | 1    | 2    | 3    | 4    | 5    | 6    |
| 23   | 7    | 8    | 9    | 10   | 11   | 12   | 13   |
| 24   | 14   | 15   | 16   | 17   | 18   | 19   | 20   |
| 25   | 21   | 22   | 23   | 24   | 25   | 26   | 27   |
| 26   | 28   | 29   | 30   |      |      |      |      |

| Juli | Juli | Juli | Juli | Juli | Juli | Juli | Juli |
| Kw   | Mo   | Di   | Mi   | Do   | Fr   | Sa   | So   |
| ---- | ---- | ---- | ---- | ---- | ---- | ---- | ---- |
| 26   |      |      |      | 1    | 2    | 3    | 4    |
| 27   | 5    | 6    | 7    | 8    | 9    | 10   | 11   |
| 28   | 12   | 13   | 14   | 15   | 16   | 17   | 18   |
| 29   | 19   | 20   | 21   | 22   | 23   | 24   | 25   |
| 30   | 26   | 27   | 28   | 29   | 30   | 31   |      |

| August | August | August | August | August | August | August | August |
| Kw     | Mo     | Di     | Mi     | Do     | Fr     | Sa     | So     |
| ------ | ------ | ------ | ------ | ------ | ------ | ------ | ------ |
| 30     |        |        |        |        |        |        | 1      |
| 31     | 2      | 3      | 4      | 5      | 6      | 7      | 8      |
| 32     | 9      | 10     | 11     | 12     | 13     | 14     | 15     |
| 33     | 16     | 17     | 18     | 19     | 20     | 21     | 22     |
| 34     | 23     | 24     | 25     | 26     | 27     | 28     | 29     |
| 35     | 30     | 31     |        |        |        |        |        |

| September | September | September | September | September | September | September | September |
| Kw        | Mo        | Di        | Mi        | Do        | Fr        | Sa        | So        |
| --------- | --------- | --------- | --------- | --------- | --------- | --------- | --------- |
| 35        |           |           | 1         | 2         | 3         | 4         | 5         |
| 36        | 6         | 7         | 8         | 9         | 10        | 11        | 12        |
| 37        | 13        | 14        | 15        | 16        | 17        | 18        | 19        |
| 38        | 20        | 21        | 22        | 23        | 24        | 25        | 26        |
| 39        | 27        | 28        | 29        | 30        |           |           |           |

| Oktober | Oktober | Oktober | Oktober | Oktober | Oktober | Oktober | Oktober |
| Kw      | Mo      | Di      | Mi      | Do      | Fr      | Sa      | So      |
| ------- | ------- | ------- | ------- | ------- | ------- | ------- | ------- |
| 39      |         |         |         |         | 1       | 2       | 3       |
| 40      | 4       | 5       | 6       | 7       | 8       | 9       | 10      |
| 41      | 11      | 12      | 13      | 14      | 15      | 16      | 17      |
| 42      | 18      | 19      | 20      | 21      | 22      | 23      | 24      |
| 43      | 25      | 26      | 27      | 28      | 29      | 30      | 31      |

| November | November | November | November | November | November | November | November |
| Kw       | Mo       | Di       | Mi       | Do       | Fr       | Sa       | So       |
| -------- | -------- | -------- | -------- | -------- | -------- | -------- | -------- |
| 44       | 1        | 2        | 3        | 4        | 5        | 6        | 7        |
| 45       | 8        | 9        | 10       | 11       | 12       | 13       | 14       |
| 46       | 15       | 16       | 17       | 18       | 19       | 20       | 21       |
| 47       | 22       | 23       | 24       | 25       | 26       | 27       | 28       |
| 48       | 29       | 30       |          |          |          |          |          |

| Dezember | Dezember | Dezember | Dezember | Dezember | Dezember | Dezember | Dezember |
| Kw       | Mo       | Di       | Mi       | Do       | Fr       | Sa       | So       |
| -------- | -------- | -------- | -------- | -------- | -------- | -------- | -------- |
| 48       |          |          | 1        | 2        | 3        | 4        | 5        |
| 49       | 6        | 7        | 8        | 9        | 10       | 11       | 12       |
| 50       | 13       | 14       | 15       | 16       | 17       | 18       | 19       |
| 51       | 20       | 21       | 22       | 23       | 24       | 25       | 26       |
| 52       | 27       | 28       | 29       | 30       | 31       |          |          |

| Januar | Januar | Januar | Januar | Januar | Januar | Januar | Januar |
| Kw     | Mo     | Di     | Mi     | Do     | Fr     | Sa     | So     |
| ------ | ------ | ------ | ------ | ------ | ------ | ------ | ------ |
| 53     |        |        |        |        | 1      | 2      | 3      |
| 1      | 4      | 5      | 6      | 7      | 8      | 9      | 10     |
| 2      | 11     | 12     | 13     | 14     | 15     | 16     | 17     |
| 3      | 18     | 19     | 20     | 21     | 22     | 23     | 24     |
| 4      | 25     | 26     | 27     | 28     | 29     | 30     | 31     |

| Februar | Februar | Februar | Februar | Februar | Februar | Februar | Februar |
| Kw      | Mo      | Di      | Mi      | Do      | Fr      | Sa      | So      |
| ------- | ------- | ------- | ------- | ------- | ------- | ------- | ------- |
| 5       | 1       | 2       | 3       | 4       | 5       | 6       | 7       |
| 6       | 8       | 9       | 10      | 11      | 12      | 13      | 14      |
| 7       | 15      | 16      | 17      | 18      | 19      | 20      | 21      |
| 8       | 22      | 23      | 24      | 25      | 26      | 27      | 28      |

| März | März | März | März | März | März | März | März |
| Kw   | Mo   | Di   | Mi   | Do   | Fr   | Sa   | So   |
| ---- | ---- | ---- | ---- | ---- | ---- | ---- | ---- |
| 9    | 1    | 2    | 3    | 4    | 5    | 6    | 7    |
| 10   | 8    | 9    | 10   | 11   | 12   | 13   | 14   |
| 11   | 15   | 16   | 17   | 18   | 19   | 20   | 21   |
| 12   | 22   | 23   | 24   | 25   | 26   | 27   | 28   |
| 13   | 29   | 30   | 31   |      |      |      |      |

| April | April | April | April | April | April | April | April |
| Kw    | Mo    | Di    | Mi    | Do    | Fr    | Sa    | So    |
| ----- | ----- | ----- | ----- | ----- | ----- | ----- | ----- |
| 13    |       |       |       | 1     | 2     | 3     | 4     |
| 14    | 5     | 6     | 7     | 8     | 9     | 10    | 11    |
| 15    | 12    | 13    | 14    | 15    | 16    | 17    | 18    |
| 16    | 19    | 20    | 21    | 22    | 23    | 24    | 25    |
| 17    | 26    | 27    | 28    | 29    | 30    |       |       |

| Mai | Mai | Mai | Mai | Mai | Mai | Mai | Mai |
| Kw  | Mo  | Di  | Mi  | Do  | Fr  | Sa  | So  |
| --- | --- | --- | --- | --- | --- | --- | --- |
| 17  |     |     |     |     |     | 1   | 2   |
| 18  | 3   | 4   | 5   | 6   | 7   | 8   | 9   |
| 19  | 10  | 11  | 12  | 13  | 14  | 15  | 16  |
| 20  | 17  | 18  | 19  | 20  | 21  | 22  | 23  |
| 21  | 24  | 25  | 26  | 27  | 28  | 29  | 30  |
| 22  | 31  |     |     |     |     |     |     |

| Juni | Juni | Juni | Juni | Juni | Juni | Juni | Juni |
| Kw   | Mo   | Di   | Mi   | Do   | Fr   | Sa   | So   |
| ---- | ---- | ---- | ---- | ---- | ---- | ---- | ---- |
| 22   |      | 1    | 2    | 3    | 4    | 5    | 6    |
| 23   | 7    | 8    | 9    | 10   | 11   | 12   | 13   |
| 24   | 14   | 15   | 16   | 17   | 18   | 19   | 20   |
| 25   | 21   | 22   | 23   | 24   | 25   | 26   | 27   |
| 26   | 28   | 29   | 30   |      |      |      |      |

| Juli | Juli | Juli | Juli | Juli | Juli | Juli | Juli |
| Kw   | Mo   | Di   | Mi   | Do   | Fr   | Sa   | So   |
| ---- | ---- | ---- | ---- | ---- | ---- | ---- | ---- |
| 26   |      |      |      | 1    | 2    | 3    | 4    |
| 27   | 5    | 6    | 7    | 8    | 9    | 10   | 11   |
| 28   | 12   | 13   | 14   | 15   | 16   | 17   | 18   |
| 29   | 19   | 20   | 21   | 22   | 23   | 24   | 25   |
| 30   | 26   | 27   | 28   | 29   | 30   | 31   |      |

| August | August | August | August | August | August | August | August |
| Kw     | Mo     | Di     | Mi     | Do     | Fr     | Sa     | So     |
| ------ | ------ | ------ | ------ | ------ | ------ | ------ | ------ |
| 30     |        |        |        |        |        |        | 1      |
| 31     | 2      | 3      | 4      | 5      | 6      | 7      | 8      |
| 32     | 9      | 10     | 11     | 12     | 13     | 14     | 15     |
| 33     | 16     | 17     | 18     | 19     | 20     | 21     | 22     |
| 34     | 23     | 24     | 25     | 26     | 27     | 28     | 29     |
| 35     | 30     | 31     |        |        |        |        |        |

| September | September | September | September | September | September | September | September |
| Kw        | Mo        | Di        | Mi        | Do        | Fr        | Sa        | So        |
| --------- | --------- | --------- | --------- | --------- | --------- | --------- | --------- |
| 35        |           |           | 1         | 2         | 3         | 4         | 5         |
| 36        | 6         | 7         | 8         | 9         | 10        | 11        | 12        |
| 37        | 13        | 14        | 15        | 16        | 17        | 18        | 19        |
| 38        | 20        | 21        | 22        | 23        | 24        | 25        | 26        |
| 39        | 27        | 28        | 29        | 30        |           |           |           |

| Oktober | Oktober | Oktober | Oktober | Oktober | Oktober | Oktober | Oktober |
| Kw      | Mo      | Di      | Mi      | Do      | Fr      | Sa      | So      |
| ------- | ------- | ------- | ------- | ------- | ------- | ------- | ------- |
| 39      |         |         |         |         | 1       | 2       | 3       |
| 40      | 4       | 5       | 6       | 7       | 8       | 9       | 10      |
| 41      | 11      | 12      | 13      | 14      | 15      | 16      | 17      |
| 42      | 18      | 19      | 20      | 21      | 22      | 23      | 24      |
| 43      | 25      | 26      | 27      | 28      | 29      | 30      | 31      |

| November | November | November | November | November | November | November | November |
| Kw       | Mo       | Di       | Mi       | Do       | Fr       | Sa       | So       |
| -------- | -------- | -------- | -------- | -------- | -------- | -------- | -------- |
| 44       | 1        | 2        | 3        | 4        | 5        | 6        | 7        |
| 45       | 8        | 9        | 10       | 11       | 12       | 13       | 14       |
| 46       | 15       | 16       | 17       | 18       | 19       | 20       | 21       |
| 47       | 22       | 23       | 24       | 25       | 26       | 27       | 28       |
| 48       | 29       | 30       |          |          |          |          |          |

| Dezember | Dezember | Dezember | Dezember | Dezember | Dezember | Dezember | Dezember |
| Kw       | Mo       | Di       | Mi       | Do       | Fr       | Sa       | So       |
| -------- | -------- | -------- | -------- | -------- | -------- | -------- | -------- |
| 48       |          |          | 1        | 2        | 3        | 4        | 5        |
| 49       | 6        | 7        | 8        | 9        | 10       | 11       | 12       |
| 50       | 13       | 14       | 15       | 16       | 17       | 18       | 19       |
| 51       | 20       | 21       | 22       | 23       | 24       | 25       | 26       |
| 52       | 27       | 28       | 29       | 30       | 31       |          |          |

## Ereignisse

### Politik und Weltgeschehen

#### Dreißigjähriger Krieg

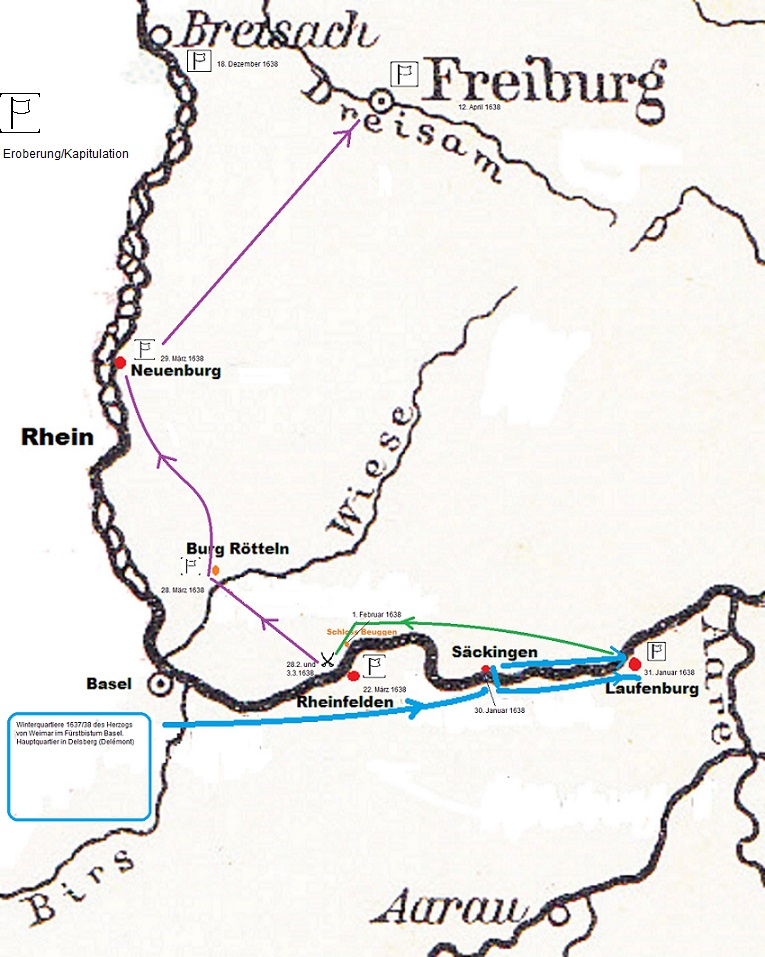
Feldzug Bernhards von Weimar anfangs 1638

- 28. Januar: Bernhard von Sachsen-Weimar bricht mit einer Vorausabteilung von 1000 Mann und 1000 Pferden von seinem Winterquartier in Mömpelgard auf, um die Waldstädte in seinen Besitz zu bringen. Er umgeht vorerst Stellungen der Kaiserlichen im Elsass und in Hochburgund. Am 29. Januar setzt er mit 500 Musketieren und 500 Pferden zwischen Stein und Säckingen per Fähre über den Strom und nimmt noch am selben Tag das Städtchen Säckingen und das „Kloster Picken“. Dann marschiert die aufgeteilte Truppe auf beiden Seiten des Flusses weiter nach Laufenburg, das am 30. Januar erobert wird.
- 5. Februar: Das schwedisch-protestantische Heer unter Bernhard von Sachsen-Weimar beginnt damit, die Reichsstadt Rheinfelden zu belagern.
- 12. Februar: Das schwedisch besetzte Hanau wird von den Kaiserlichen unter Graf Ludwig Heinrich von Nassau-Dillenburg bzw. Major Freiherr Johann Winter von Güldenborn handstreichartig erobert und an den Hanauer Grafen zurückgegeben.

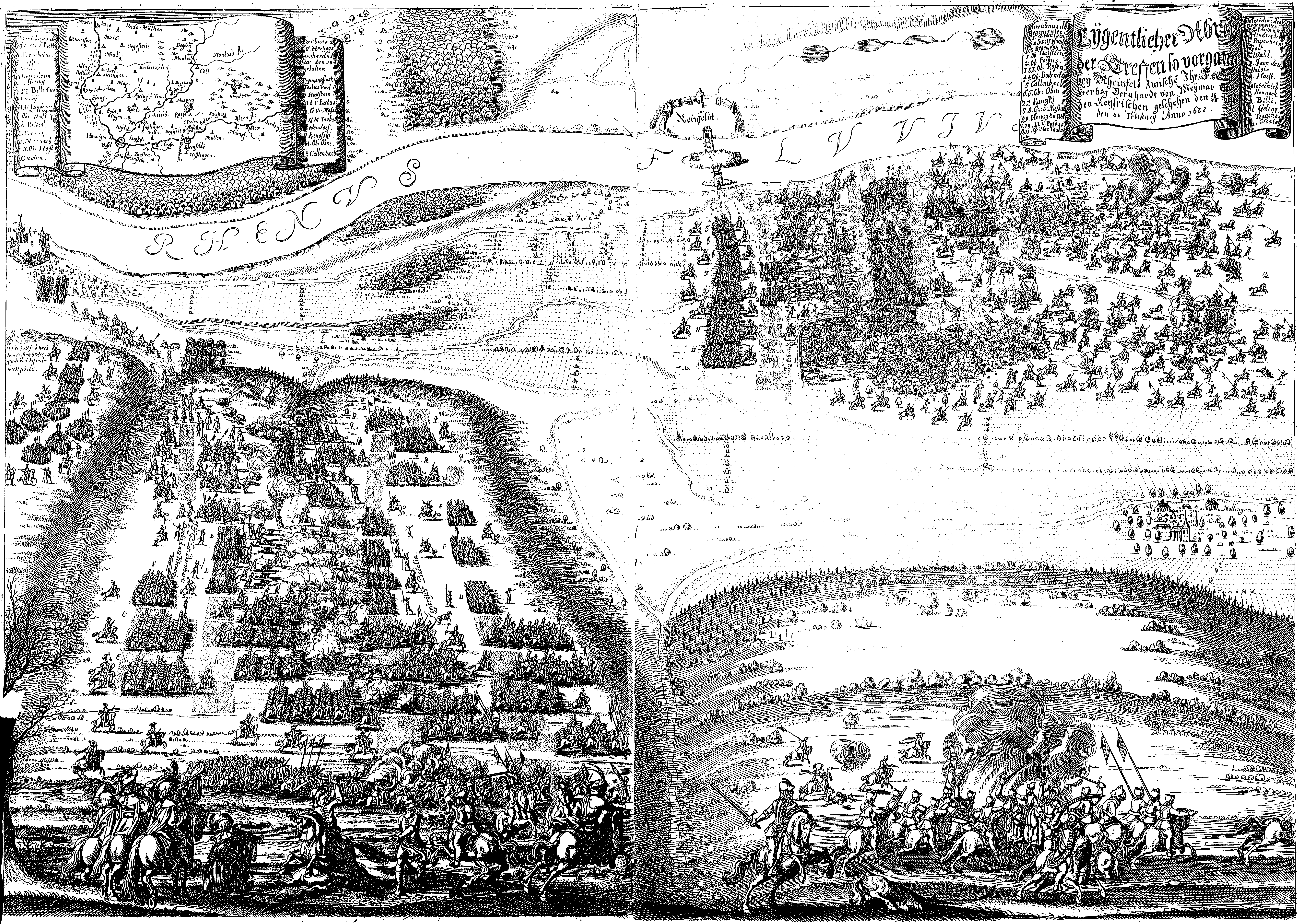
Vogelschau der Schlacht bei Rheinfelden, Kupferstich von Matthäus Merian, veröffentlicht 1670 in Theatrum Europaeum

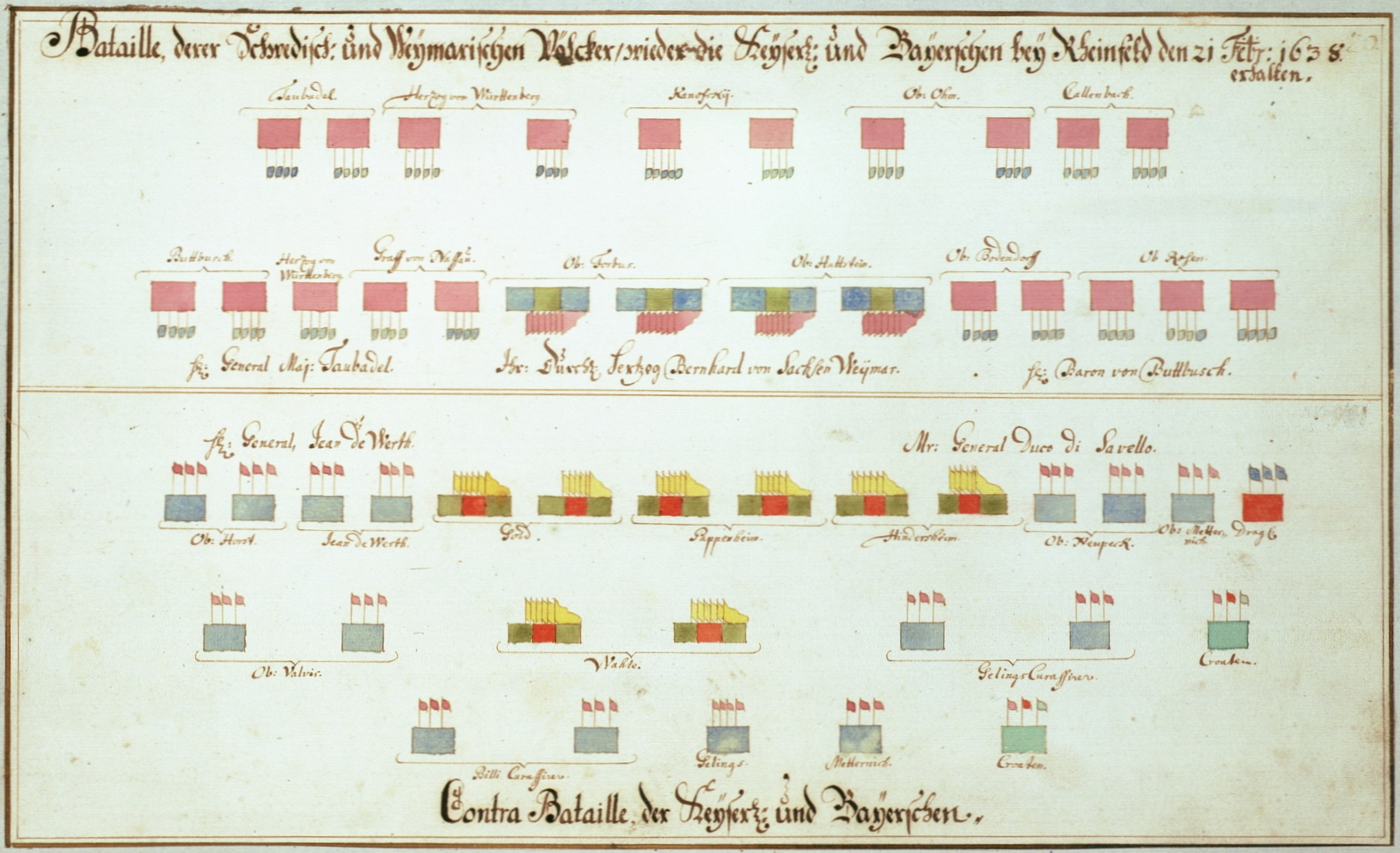
Aufstellung der Truppen am 3. März

- 28. Februar: Der die Reichsstadt Rheinfelden belagernde Bernhard von Sachsen-Weimar wird mit seinen Truppen in der Schlacht bei Rheinfelden von einem zahlenmäßig größeren kaiserlich-bayerischen Entsatzheer unter dem Befehl von Federigo Savelli und Johann von Werth besiegt. Die schwedisch-protestantischen Einheiten ziehen ab, kehren aber drei Tage später zurück.
- 3. März: Der von Frankreich unterstützte Bernhard von Sachsen-Weimar besiegt mit seinem Heer in einem zweiten Waffengang der Schlacht bei Rheinfelden kaiserlich-bayerische Truppen unter dem Befehl von Federigo Savelli und Johann von Werth, welche dabei mit ihrem Offizierskorps in Gefangenschaft geraten.
- 12. April: Nach elftägiger Belagerung erfolgt die Übergabe Freiburgs im Breisgau an Bernhard von Sachsen-Weimar.

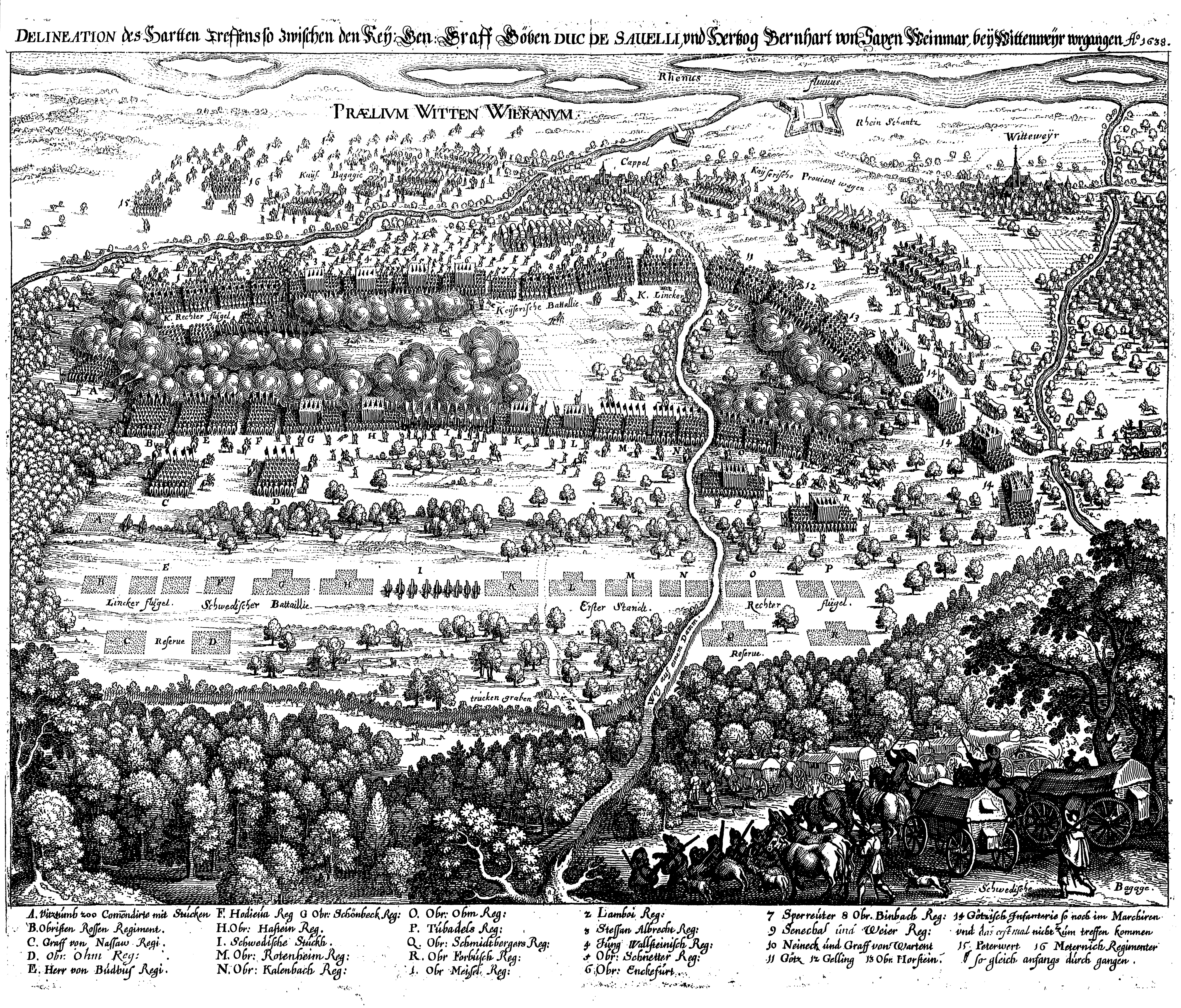
Schlacht bei Wittenweiher

- 9. August: Die Protestanten siegen in der Schlacht bei Wittenweiher. Der Ort Wittenweiher wird bei den Kampfhandlungen völlig zerstört.
- 15. Oktober: Die protestantische Seite siegt beim Treffen auf dem Ochsenfelde.
- 17. Oktober: Die Kaiserlichen unter Melchior Graf von Hatzfeldt besiegen in der Schlacht bei Vlotho Ruprecht von der Pfalz.
- 17. Dezember: Bernhard von Sachsen-Weimar, ein Parteigänger Frankreichs, erobert nach rund siebenmonatiger Belagerung die Reichsfestung Breisach von den Kaiserlichen.

#### Weitere Ereignisse in Europa
- Unter Großmeister Jean de Lascaris-Castellar werden weitere der sogenannten Lascaris Towers zur Befestigung der Insel Malta errichtet, darunter der St George’s Tower und der Wied Iż-Żurrieq Tower.

#### Amerika
- 29. März: Im Auftrag der schwedischen Regierung unter Kanzler Axel Oxenstierna landen schwedische, finnische, deutsche und holländische Siedler mit ihren Schiffen Kalmar Nyckel und Fågel Grip an der Ostküste Nordamerikas und gründen unter der Führung des Niederländers Peter Minuit die Kolonie Nya Sverige, die erste Besiedlung von Delaware. Sie errichten an der Delaware Bay das Fort Christina und den Hafen Christinahamn.
- Ende März: Willem Kieft kommt als Gouverneur der niederländischen Kolonie Nieuw Nederland nach Nieuw Amsterdam.
- 17. Mai: Willem Kieft richtet eine formelle Protestnote an Peter Minuit, da er das Gebiet um die Delaware Bay als zur Kolonie Nieuw Nederland gehörig ansieht.

#### Japan
- 15. April: In Japan werden die Rebellen des Shimabara-Aufstands gegen den Daimyō Matsukura Katsuie durch das Shōgunat besiegt. Die Rebellen, die etwa 1.000 Mann verloren haben, ziehen sich darauf nach Shimabara zurück. Dort belagern sie das Schloss und besetzen die Festung in Hara. Dort leisten sie den Truppen des Shogunats, die sich im Lauf der Monate auf 200.000 Mann erhöhen, Widerstand, bis sie im April endgültig besiegt werden. Nach der Niederlage werden rund 37.000 Rebellen enthauptet. Der Kopf des Anführers Amakusa Shirō wird nach Nagasaki gebracht und die Festung Hara zerstört.

#### Indischer Ozean
- 25. Juni: Frankreich erhebt formell Anspruch auf die Insel Réunion.
- Auf Mauritius beginnen die Niederländer mit der Besiedelung der Insel.

### Wissenschaft und Technik

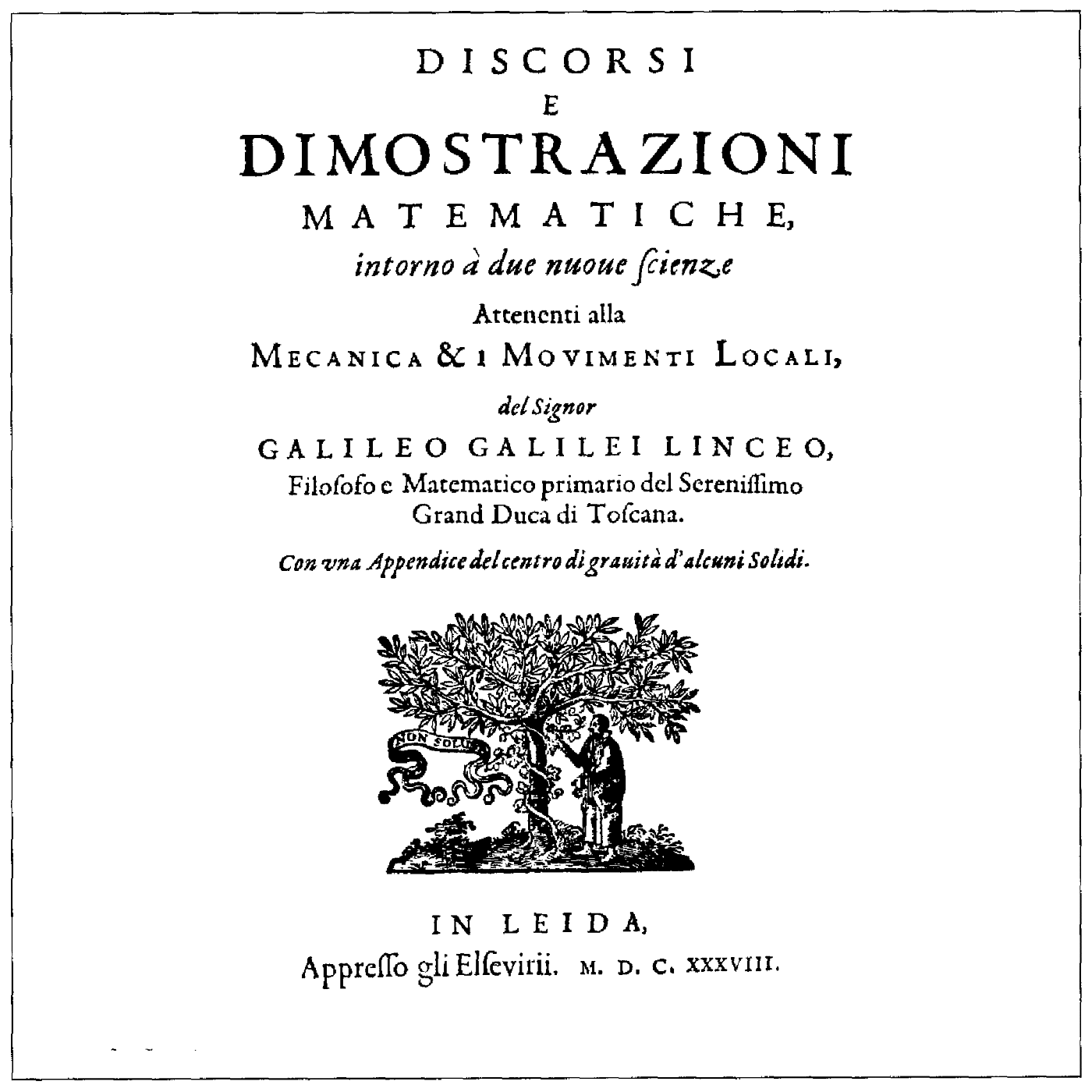
Galileis Discorsi ...

Galileo Galilei veröffentlicht seine Discorsi e dimostrazioni matematiche intorno a due nuove scienze attenenti alla mecanica e i movimenti locali (Unterredungen und mathematische Demonstrationen über zwei neue Wissenschaftszweige, die Mechanik und die Fallgesetze betreffend), darin stellt er die Fallgesetze auf und erkennt die Bedeutung des Beschleunigungsbegriffs für die Mechanik.
Mit dem Tod von Willem Blaeu wird sein Sohn Joan Blaeu als offizieller Kartograph für die Niederländische Ostindien-Kompanie berufen.

### Kultur

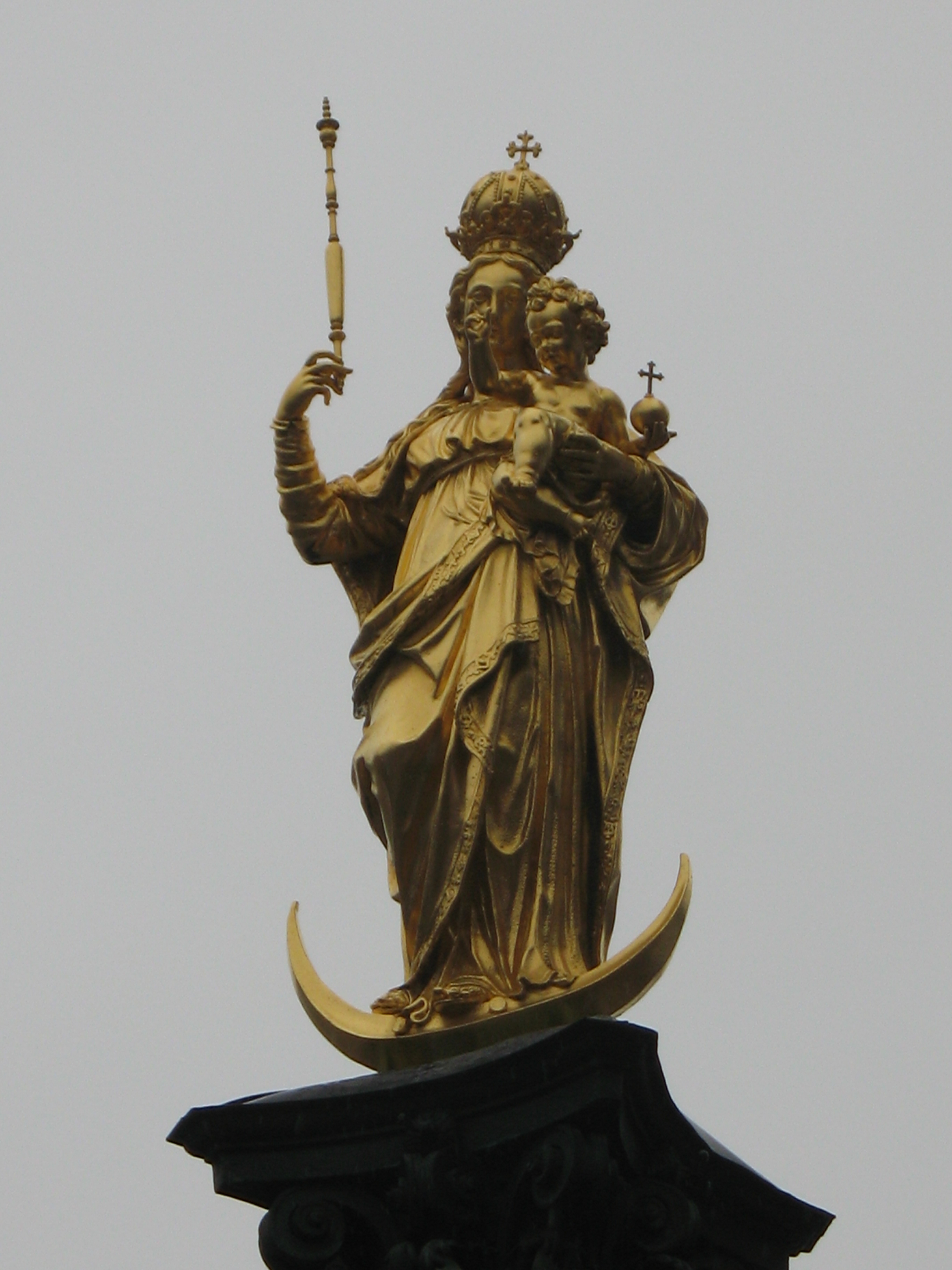
Mariensäule auf dem Marienplatz in München

- 7. November: Die Patrona Bavariae, die Mariensäule in München wird durch den Freisinger Bischof Veit Adam von Gepeckh eingeweiht.
- 12. November: Der Hortus Botanicus Amsterdam entsteht als städtische Einrichtung. Er zählt zu den ersten botanischen Gärten der Welt.

### Religion
- Der Punakha-Dzong im heutigen Bhutan wird fertiggestellt.

### Katastrophen
- 20. September: Die spanische Manila-Galeone Nuestra Señora de la Concepción sinkt reich beladen auf der Fahrt von Manila nach Acapulco in einem Sturm vor Saipan. Nur sechs der 400 Besatzungsmitglieder überleben.

### Natur und Umwelt

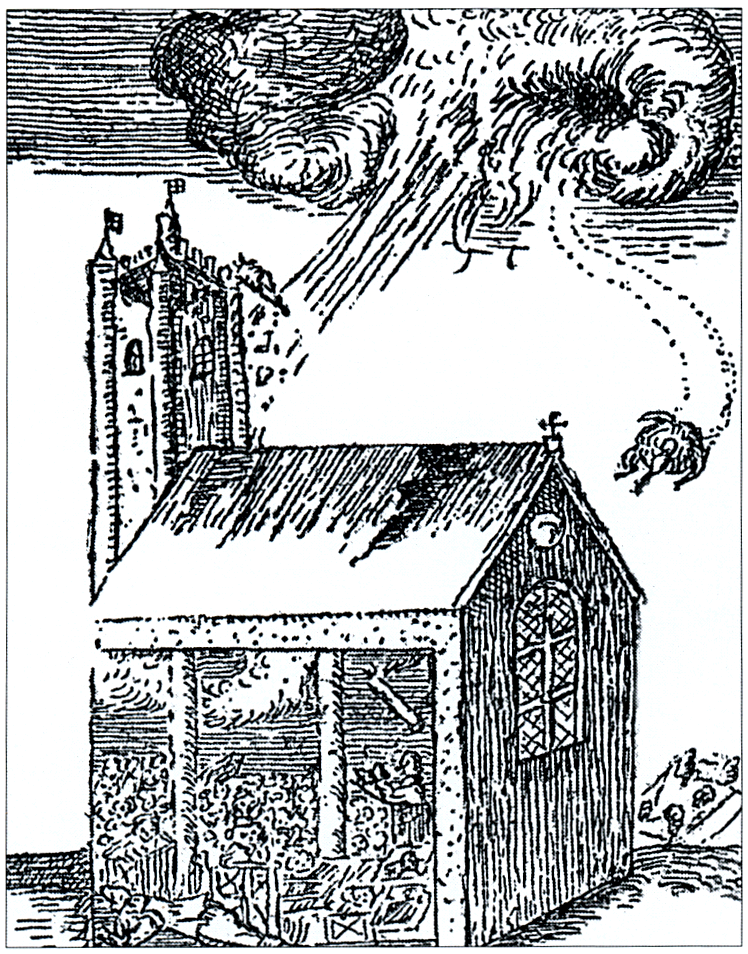
Ein Kugelblitz zerstört die Kirche

- 21. Oktober: Die Kirche in Widecombe-in-the-Moor wird nachmittags während des Gottesdienstes von einem Kugelblitz zerstört. Vier Menschen sterben und 60 werden verletzt. Das ungewöhnliche Wetterereignis führt zu einer dokumentierten Darstellung eines Kugelblitzes.

## Historische Ansichten und Karten

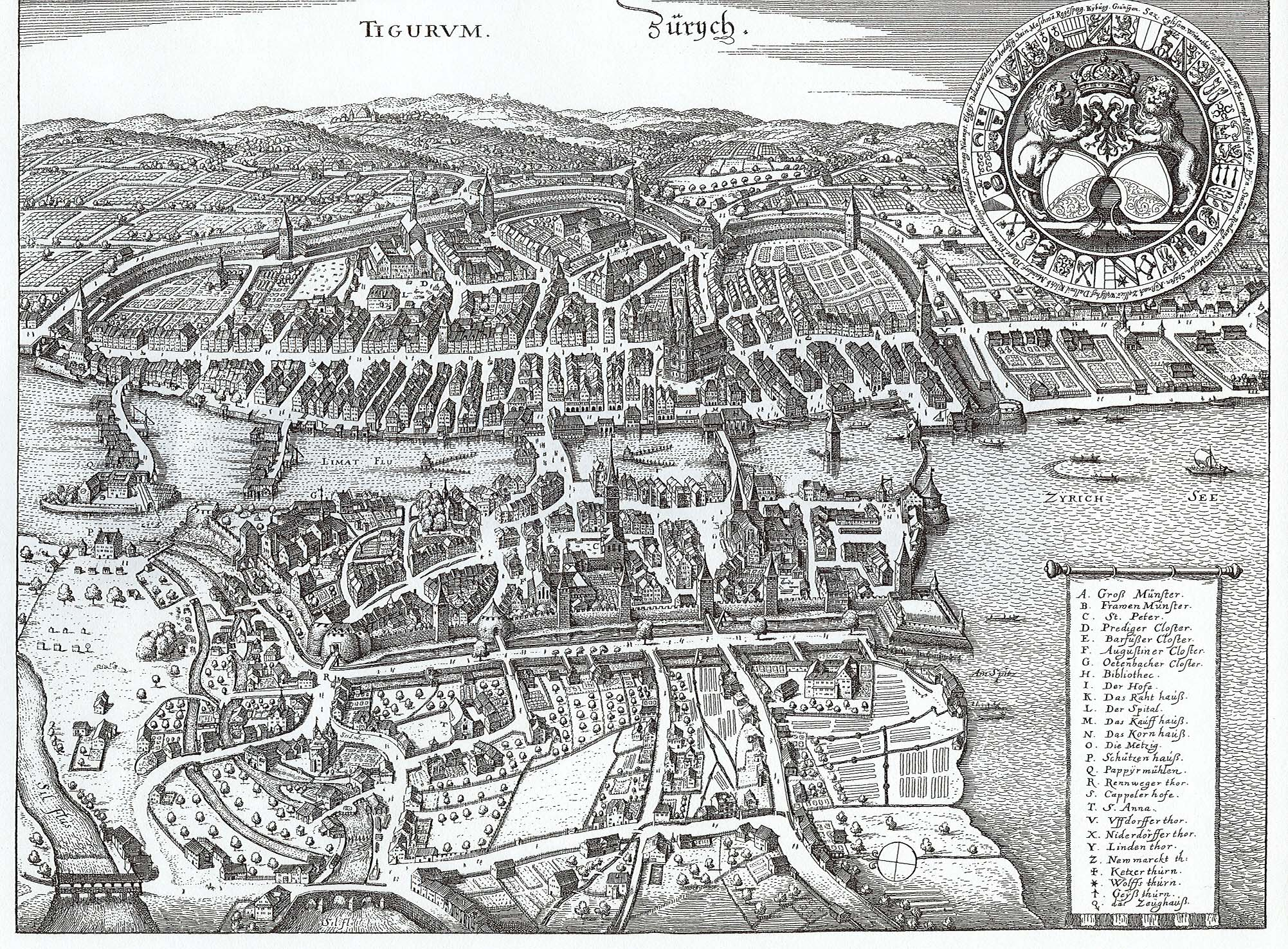
Zürich 1638

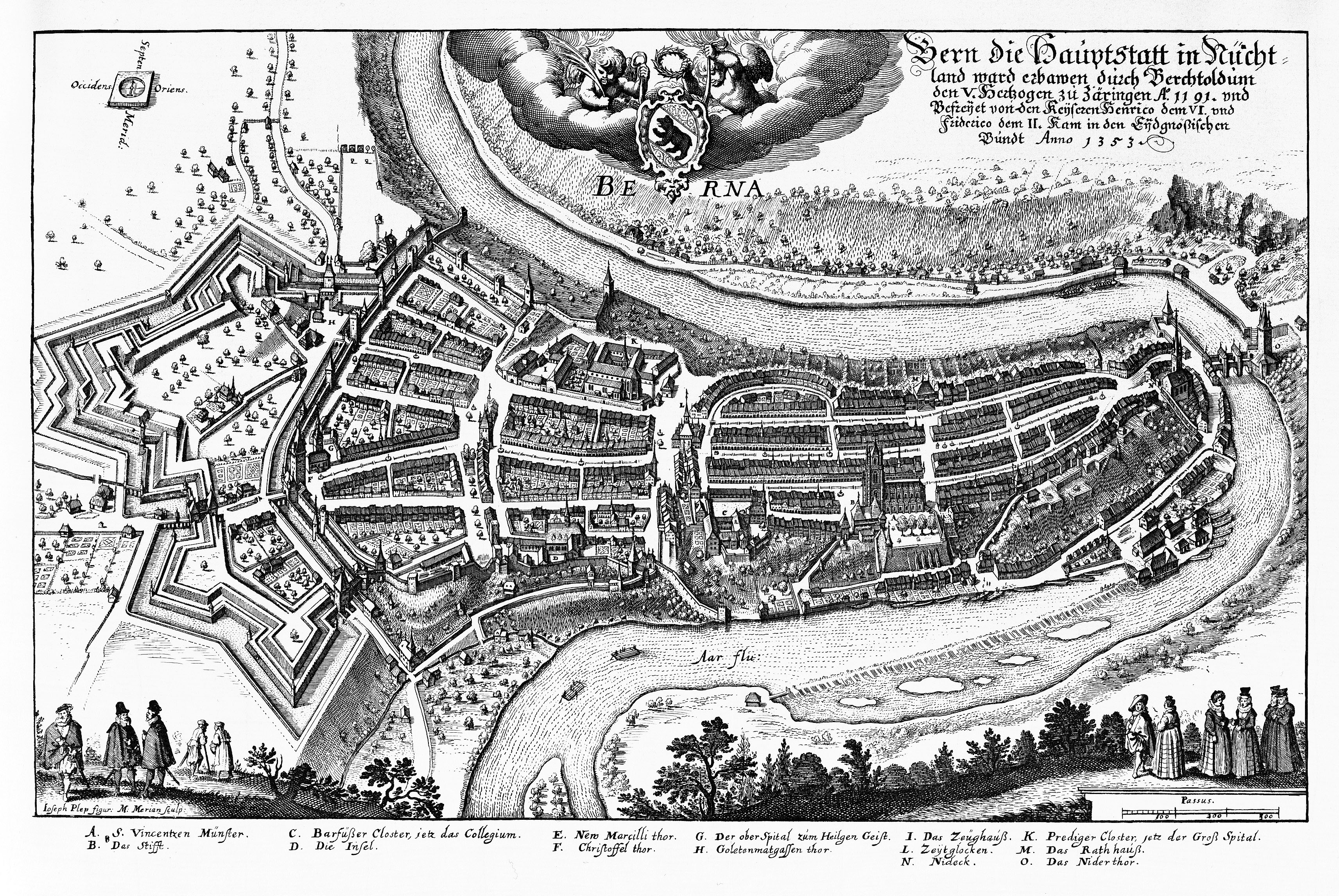
Bern 1638

## Geboren

### Januar bis Juli
- 01. Januar: Antoinette Deshoulières, französische Dichterin und Philosophin († 1694)
- 01. Januar: Go-Sai, 111. Kaiser von Japan († 1685)
- 08. Januar: Elisabetta Sirani, italienische Malerin und Kupferstecherin († 1665)
- 11. Januar: Nicolaus Steno, dänischer Bischof und Naturforscher († 1686)
- 12. Januar: Ernst Rüdiger von Starhemberg, kaiserlicher General, Verteidiger Wiens bei der Zweiten Türkenbelagerung († 1701)
- 20. Januar: Johann Wolfgang Textor der Ältere, deutscher Jurist und Archivar († 1701)
- 21. Februar: Bernhard, Herzog von Sachsen-Jena († 1678)
- 03. März: Michael Walther der Jüngere, deutscher Mathematiker und lutherischer Theologe († 1692)
- 14. März: Fitz-John Winthrop, englischer Kolonialbeamter und Gouverneur der Colony of Connecticut († 1707)
- 15. März: Shunzhi, chinesischer Kaiser der Qing-Dynastie († 1661)
- 23. März: Frederik Ruysch, niederländischer Anatom und Botaniker († 1731)
- 02. April: John Covel, englischer Geistlicher († 1722)
- 23. April: Albrecht von Reichel, Stadtmajor, Stadtwachtmeister und Stadtkommandant in Breslau († 1697)
- 15. Juni: Samuel Apostool, niederländischer Doktor der Medizin und mennonitischer Prediger († 1699)
- 27. Juni: Samuel Frisching, Schultheiss der Stadt und Republik Bern († 1721)
- 29. Juni Heinrich Meibom, deutscher Mediziner († 1700)
- 07. Juli: François Barrême, französischer Mathematiker und einer der Begründer der Buchhaltung († 1703)
- 15. Juli: Giovanni Buonaventura Viviani, italienischer Komponist († 1692)
- 20. Juli: Ulrich Friedrich Gyldenlöwe, dänischer Statthalter von Norwegen († 1704)
- 24. Juli: Jacob Born der Ältere, kursächsischer Jurist und Bürgermeister von Leipzig († 1709)

### August bis Dezember
- 03. August: Wilhelm Ludwig, Fürst von Anhalt-Köthen († 1665)
- 06. August: Nicolas Malebranche, französischer Philosoph und Mönch ohne Ordensgelübde († 1715)
- 15. August: Pieter de Graeff, niederländischer Politiker und Patrizier († 1707)
- 22. August: Georg Christoph Eimmart, Nürnberger Astronom, Mathematiker und Kupferstecher († 1705)

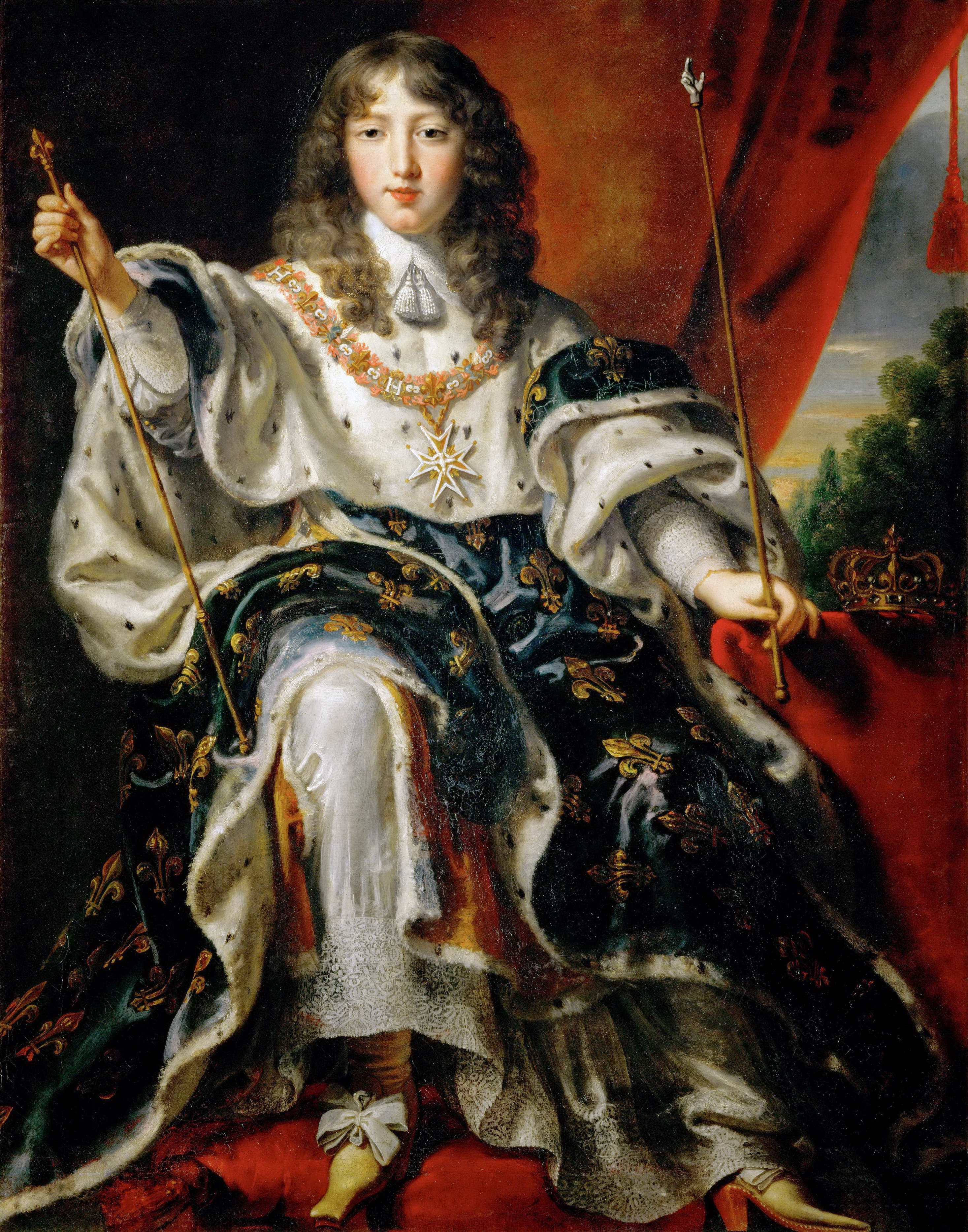
Ludwig XIV. als Kind

- 05. September: Ludwig XIV., König von Frankreich († 1715)

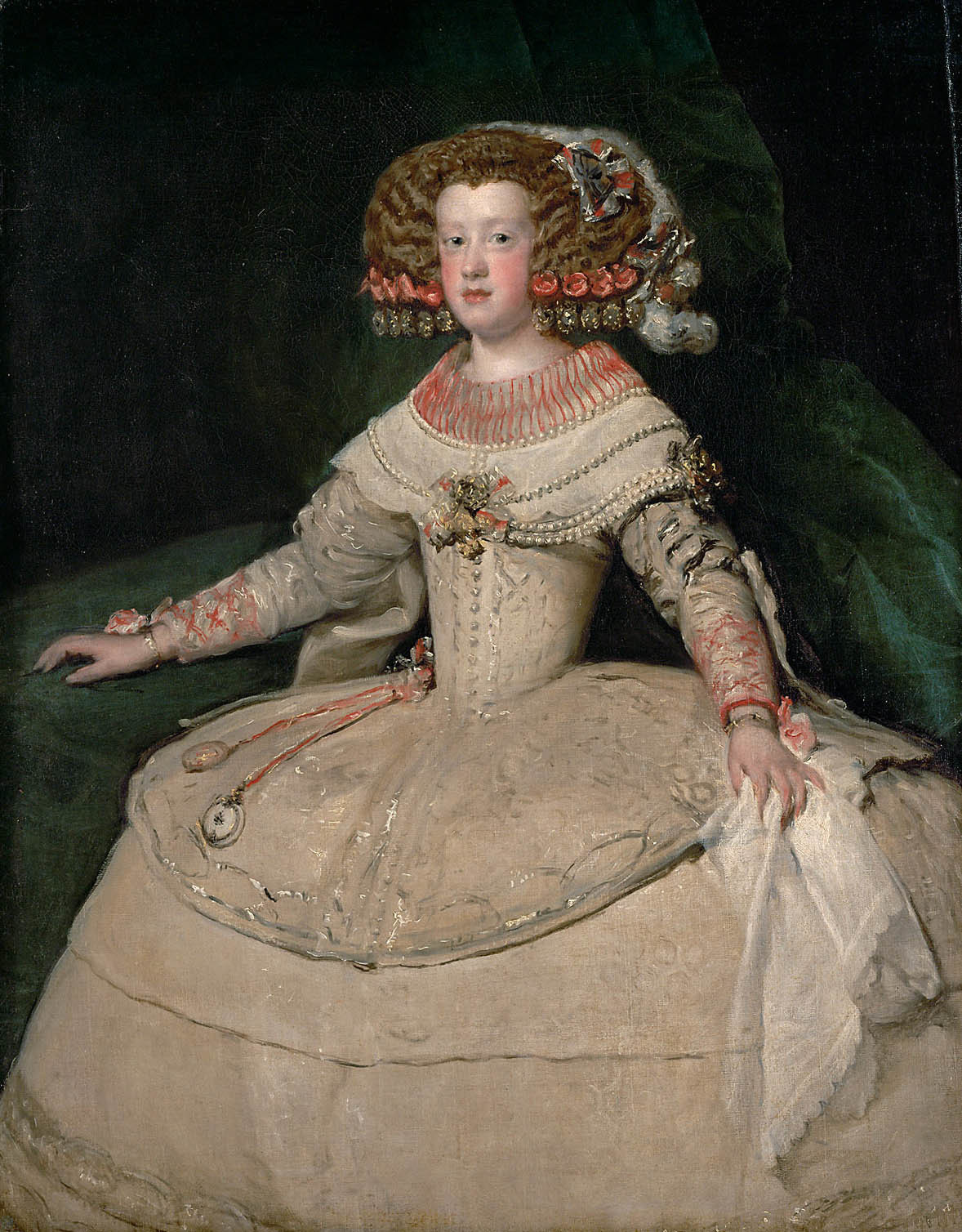
Diego Velázquez: Infantin Maria Teresa von Spanien im Alter von 14 oder 15 Jahren

- 10. September: Maria Teresa von Spanien, die Cousine und spätere Frau des Sonnenkönigs († 1683)
- 17. September: Jacob Wächtler († 1702), deutscher lutherischer Theologe
- 30. September: Maximilian Philipp Hieronymus, Herzog von Bayern-Leuchtenberg († 1705)
- 21. Oktober: Johann Samuel Adami, Theologe, Schriftsteller und Sprachforscher († 1713)
- 23. Oktober: Elisabeth Marie Charlotte von Pfalz-Simmern, Herzogin von Brieg († 1664)
- 31. Oktober: Meindert Hobbema, niederländischer Landschaftsmaler († 1709)
- 07. November: Adam Christoph Jacobi, deutscher Jurist († 1689)
- 25. November: Katharina von Braganza, Ehefrau des englischen Königs Karl II. († 1705)
- 28. November: Gottfried Hermann Graf von Beichlingen, sächsischer Hofrichter († 1703)
- 17. Dezember: Anna Sophia II., Prinzessin von Hessen-Darmstadt und Äbtissin des Stifts Quedlinburg († 1683)
- 24. Dezember: Tomás Antonio de la Cerda y Aragón, spanischer Offizier, Kolonialverwalter und Vizekönig von Neuspanien († 1692)

### Genaues Geburtsdatum unbekannt
- Troels Arnkiel, deutscher Pastor und Altertumsforscher († 1712)

## Gestorben

### Erstes Halbjahr
- 07. Januar: Tomasz Zamoyski, polnischer Staatsmann (* 1594)
- 21. Januar: Ignazio Donati, italienischer Organist, Kapellmeister und Komponist (* um 1570)
- 05. Februar: Hans Wilhelm von Boxberg, deutscher Kaufmann und Bergbauunternehmer (* 1593)
- 12. März: Dam Vitzthum von Eckstedt, kursächsischer Generalmajor (* 1595)
- 13. März: Kuno von Alvensleben, Magdeburger Domherr (* 1588)
- 17. März: Charles de Blanchefort de Créquy, französischer Heerführer und Marschall von Frankreich (* 1578)
- 22. März: Johann, erster Fürst von Hohenzollern-Sigmaringen (* 1578)
- 23. März: Georg Flegel, deutscher Maler (* 1566)
- 28. März: Marie Touchet, französische Adlige und Mätresse des französischen Königs Karl IX. (* 1549)
- 06. April: Sten Svantesson Bielke, schwedischer Botschafter und Direktor der Protestantischen Union (* 1598)
- 11. April: Willem Jacobszoon Delff, holländischer Kupferstecher und Maler (* 1580)
- 12. April: Shirō Amakusa, japanischer Rebell (* um 1621)
- 13. April: Henri II. de Rohan, französischer Hugenottenführer und Feldherr im Dreißigjährigen Krieg (* 1579)
- 22. April: Johann Jakob Ulrich, Schweizer evangelischer Geistlicher und Hochschullehrer (* 1569)
- 30. April: Jakob Löffler, württembergischer Kanzler und schwedischer Vizekanzler (* 1583)
- 06. Mai: Cornelius Jansen, niederländischer Theologe (* 1585)

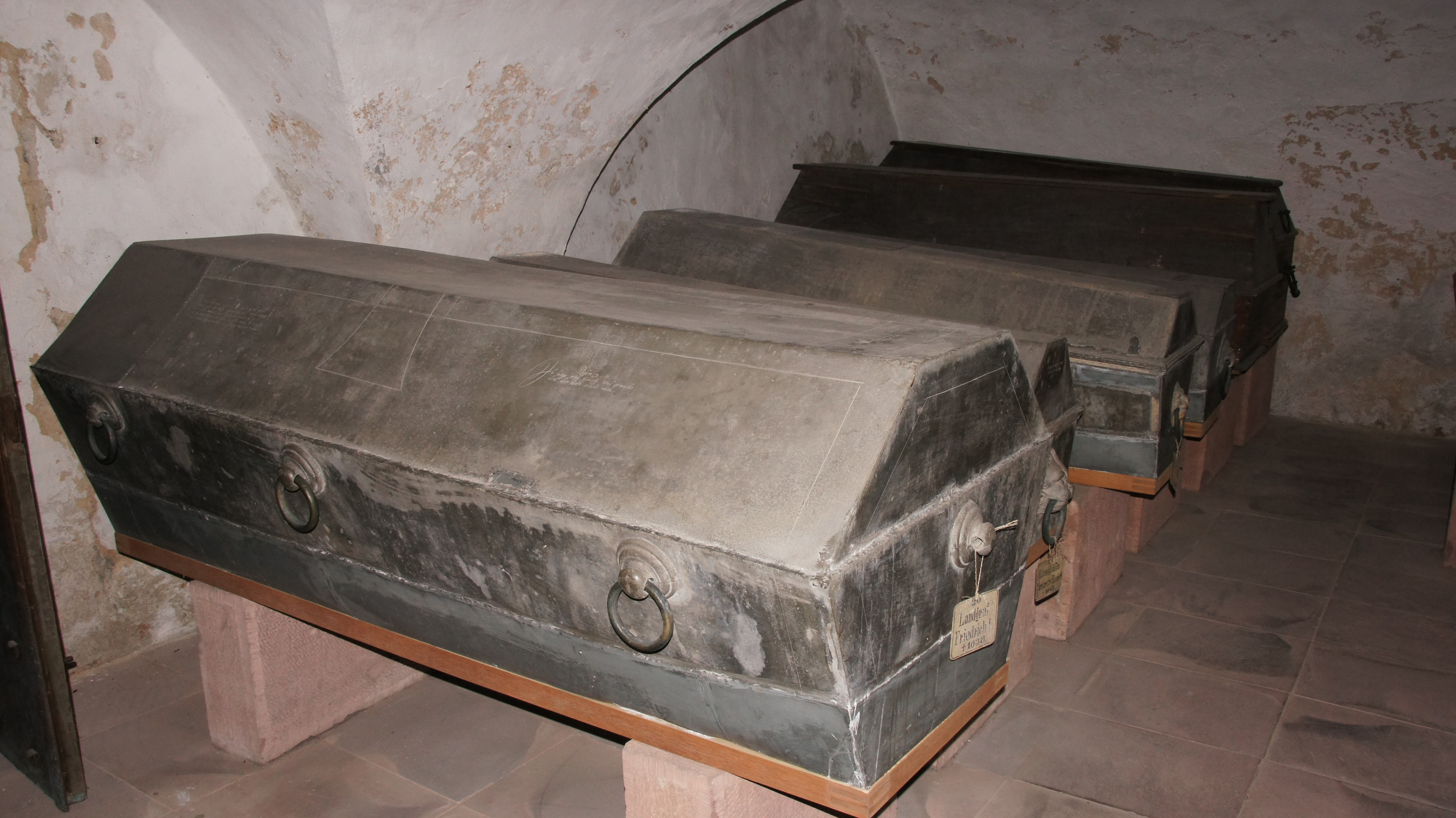
Sarg von Landgraf Friedrich I. in der Gruft des Homburger Landgrafenschlosses

- 09. Mai: Friedrich I., Begründer des Adelsgeschlechts Hessen-Homburg (* 1585)
- 15. Mai: Wolfgang von Mansfeld, Feldmarschall im Dreißigjährigen Krieg (* 1575)
- 17. Mai: Domenico Cresti, genannt Il Passagniano, italienischer Maler  (* 1559)
- 22. Mai: Heinrich von dem Bergh, Markgraf von Bergen op Zoom, spanischer General (* 1573)
- 13. Juni: Zacharias Brendel der Jüngere, deutscher Mediziner und Chemiker (* 1592)
- 20. Juni: Ippolita Trivulzio, Fürstin von Monaco (* 1600)
- 27. Juni: Kyrillos Loukaris, Patriarch von Alexandria und Konstantinopel (* 1572)

### Zweites Halbjahr
- 16. Juli: Hieronymus von Colloredo, kaiserlicher Kämmerer und General der Kavallerie (* 1582)
- 26. Juli: Martin Neuffer, deutscher Jurist (* 1594)
- 27. Juli: Johann VIII., Graf von Nassau-Siegen (* 1583)
- 01. August: Joachim Wtewael, niederländischer Maler (* 1566)
- 03. August: Philipp Moritz, Graf von Hanau-Münzenberg (* 1605)
- 10. August: Anton Heinrich, Graf von Schwarzburg-Sondershausen (* 1571)
- 10. August: Lucas Osiander, deutscher Theologe, Professor und Kanzler der Universität Tübingen (* 1571)
- 12. August: Baltasar von Marradas, spanischer Adliger, Malteserritter, kaiserlicher Feldmarschall, Statthalter in Böhmen (* 1560)
- 20. August: Giovanni Andrea Ansaldo, italienischer Maler und Freskant (* 1584)
- 20. August: Arnold Engelbrecht, Kanzler des Fürstentums Braunschweig-Wolfenbüttel (* 1582)
- 26. August: Sebastian Abesser, deutscher Theologe (* 1581)
- 28. August: Matsukura Katsuie, Daimyō von Shimabara (* 1597)
- 14. September: John Harvard, englischer Theologe (* 1607)
- 24. September: Georg Friedrich, Markgraf von Baden-Durlach und Parteigänger im Dreißigjährigen Krieg (* 1573)
- 25. September: Otto Gereon von Gutmann zu Sobernheim, Weihbischof in Köln (* 1575)
- 04. Oktober: Franz Hyazinth, Herzog von Savoyen (* 1632)
- 06. Oktober: Stefan Gabriel, Schweizer evangelisch-reformierter Pfarrer und Begründer der rätoromanischen Schriftsprache des surselvischen Idioms (* 1570)
- 06. Oktober: Jakob Dircksz de Graeff, Amsterdamer Regent und Bürgermeister (* 1571)
- 16. Oktober: Jacob Isaacsz. van Swanenburgh, niederländischer Maler (* 1571)
- 18. Oktober: Georg Nymmann, deutscher Mediziner (* 1592)
- 23. Oktober: Johann Ernst, Herzog von Sachsen-Eisenach (* 1566)
- 02. November: Johann Bartholomäus Krüger, deutscher Mediziner (* 1608)
- 11. November: Cornelis van Haarlem, niederländischer Maler (* 1562)
- 02. Dezember: Petrus Cunaeus, niederländischer Philologe und Rechtswissenschaftler (* 1586)
- 13. Dezember: Katharina Wasa, schwedische Prinzessin und Herzogin von Zweibrücken (* 1584)
- 18. Dezember: Père Joseph, französischer Kapuziner (* 1577)

### Genaues Todesdatum unbekannt
- Pieter Brueghel der Jüngere, brabantischer Genremaler (* 1564)
- René Mézangeau, französischer Lautenist und Komponist (* um 1568)
- John Wilbye, englischer Renaissance-Komponist (* 1574)